# Calicotome spinosa

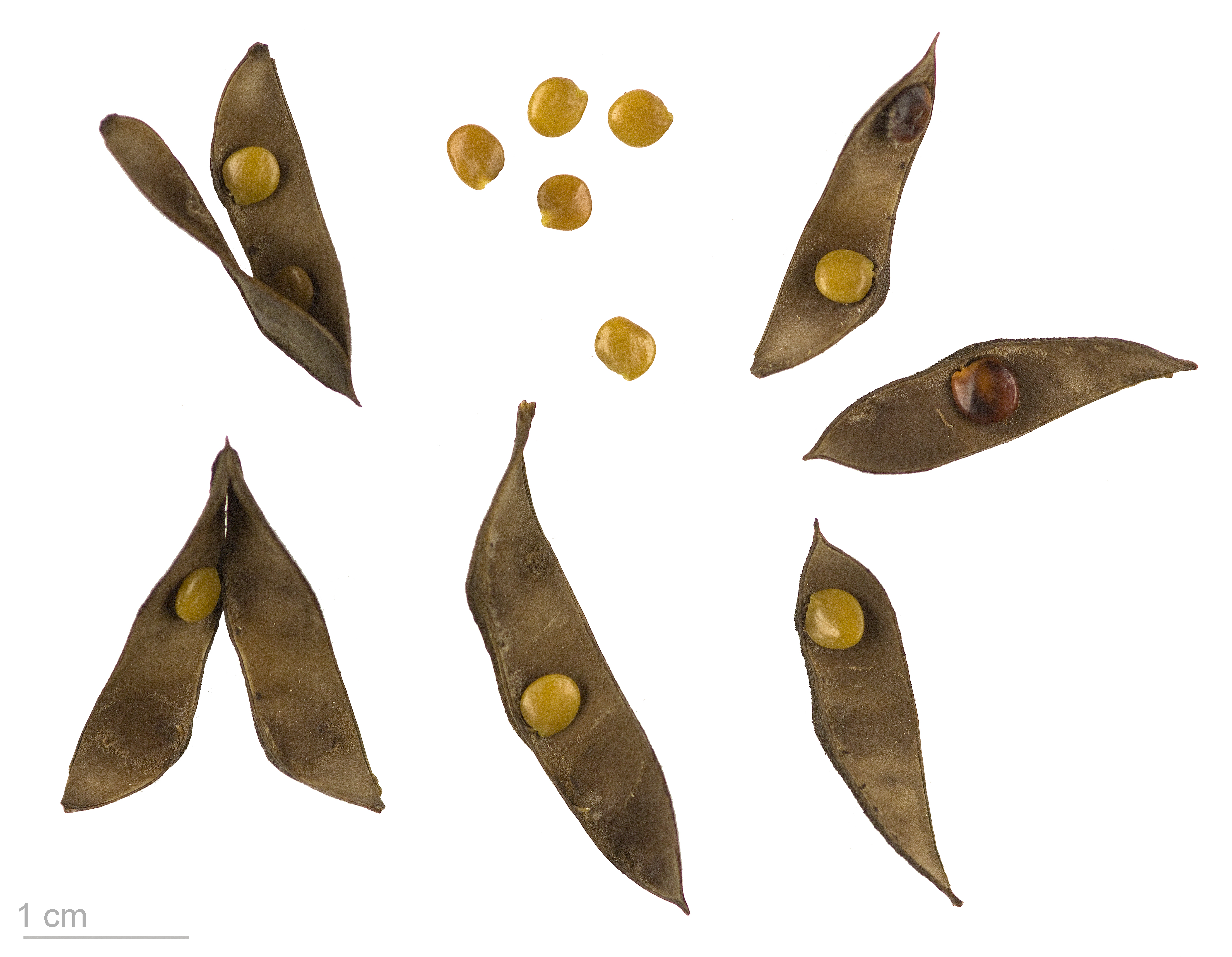
Calicotome spinosa

Calicotome spinosa là loài thực vật thuộc họ Fabaceae, với chiều cao lên đến 3 mét. Nó được tìm thấy ở Tây Ban Nha, Pháp, Ý, Croatia và Algérie, nó cũng được di thực đến New Zealand.

## Hình ảnh

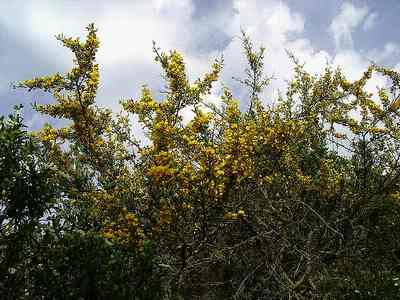
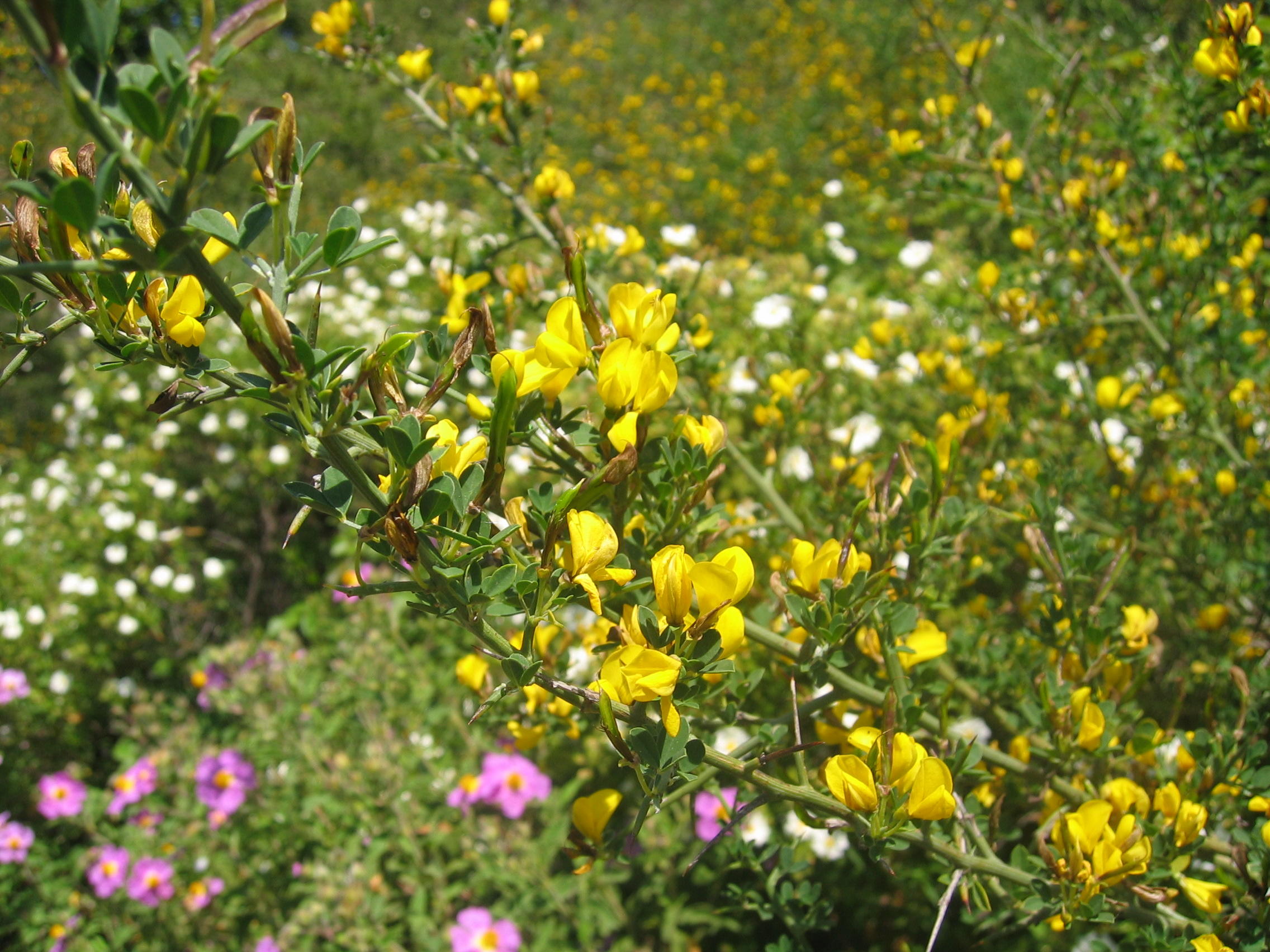
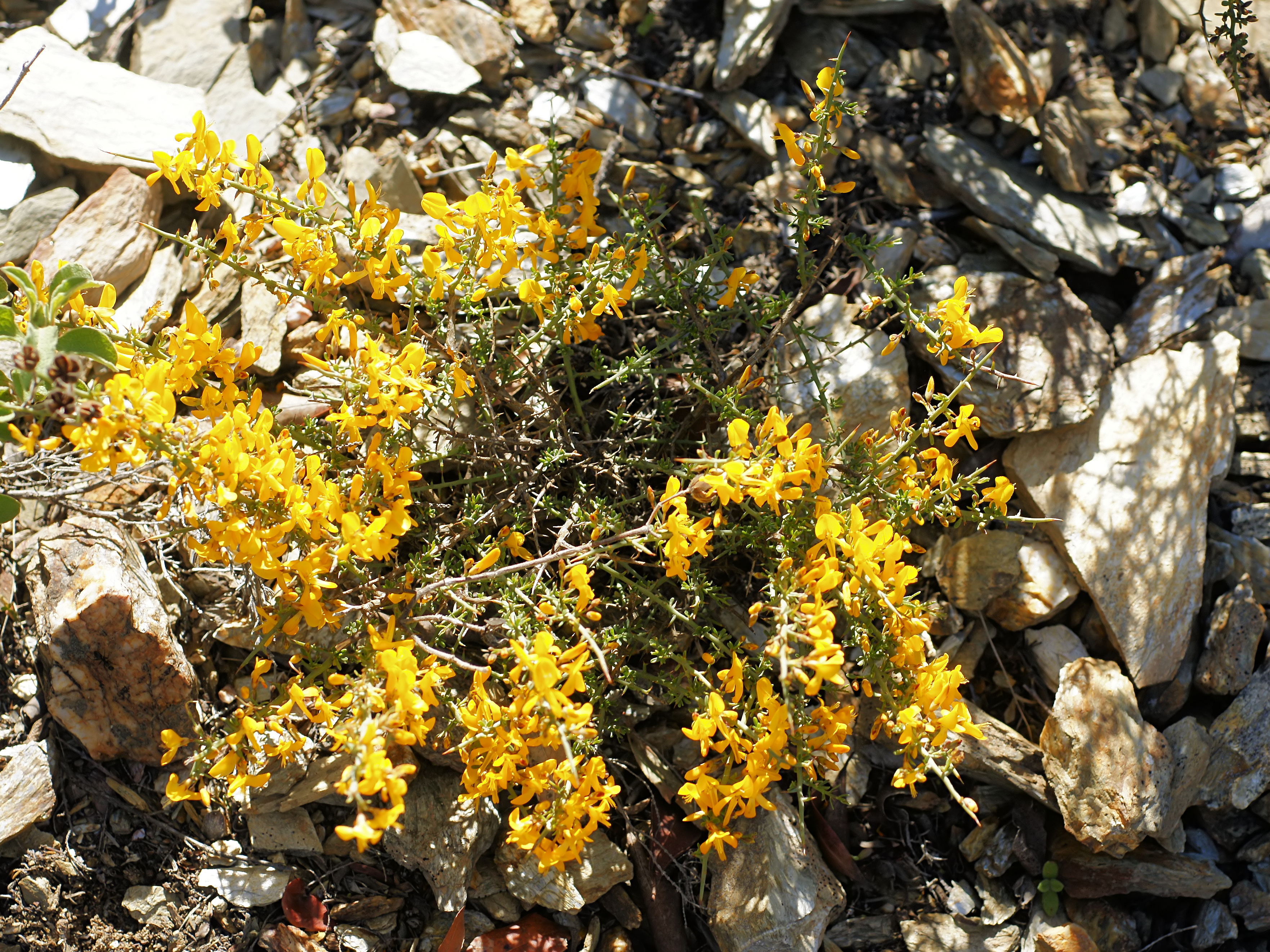
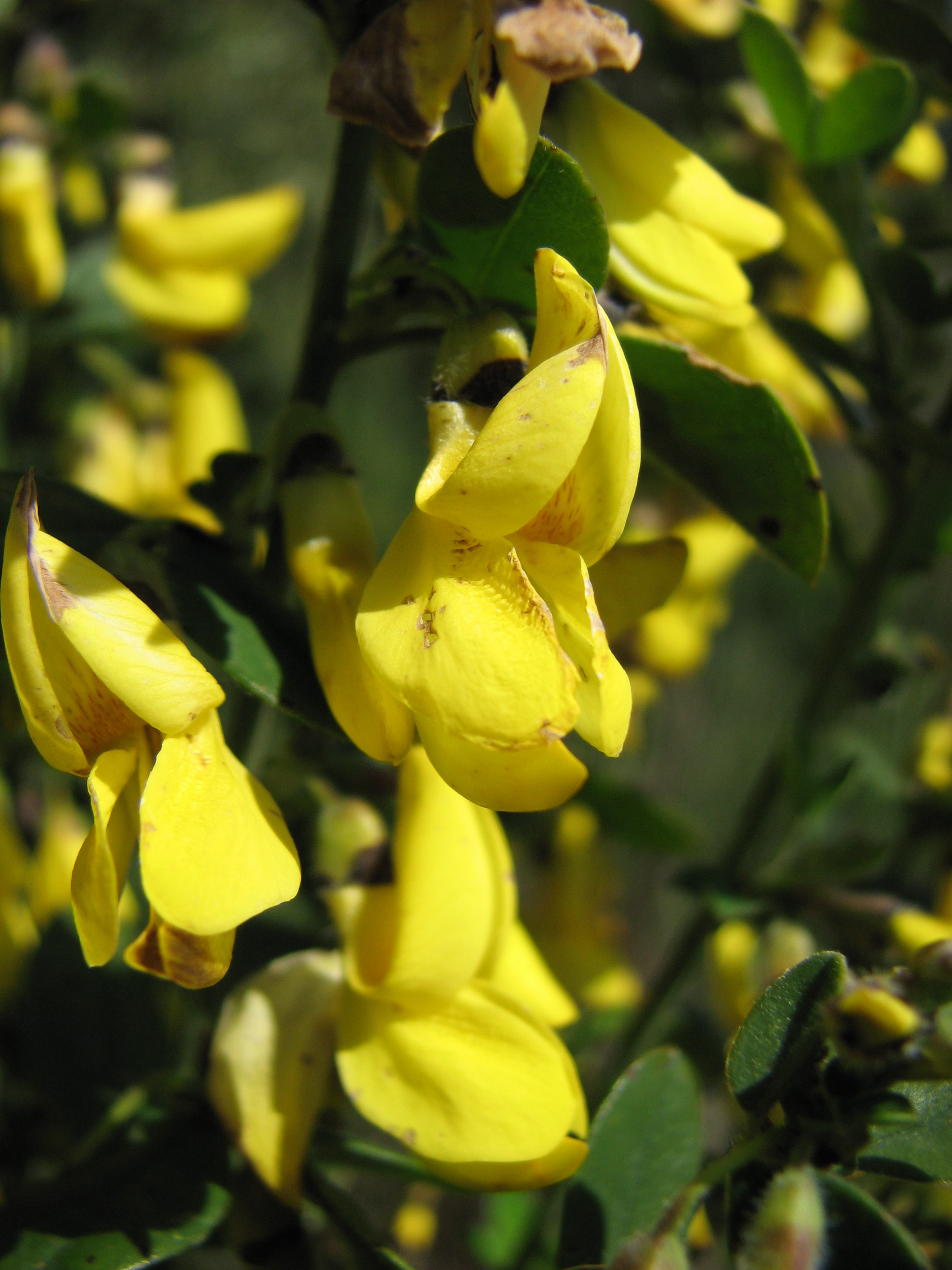